# Nicolas de Malézieu
Ne doit pas être confondu avec Nicolas de Malézieu (évêque).
Nicolas de Malézieu, ou Malézieux, né à Paris le 7 septembre 1650 et mort dans la même ville le 4 mars 1727 est un homme de lettres, helléniste et mathématicien français.

## Biographie
Nicolas de Malézieu est écuyer et seigneur de Chatenay, puis chancelier de Dombes et secrétaire général des Suisses et Grisons de France. Il est précepteur du duc de Maine — auprès duquel l'a introduit Bossuet — et il déclame les pièces d'Euripide et de Sophocle à la duchesse qui a fait de son château de Sceaux un salon littéraire et mondain auquel il participe dans le cercle des chevaliers de la Mouche à Miel, ainsi qu'à l'organisation des fêtes des Grandes Nuits de Sceaux. Précepteur ensuite du duc de Bourgogne, il est nommé membre de l'Académie royale des sciences en 1699 et de l'Académie française en 1701.
Les cours de mathématiques dispensés pendant quatre ans au duc de Bourgogne sont recueillis par son bibliothécaire et publiés par Nicolas de Malézieu en 1705 sous le titre Élémens de géométrie de Mgr le duc de Bourgogne. Le Journal des savants donne un compte rendu détaillé des observations qu'il y fait sur les points géométriques et les nombres infiniment petits. En 1713, l'ouvrage est traduit en latin sous le titre Serenissimi Burgundiae Ducis Elementa Geometrica, ex Gallico Semone in Latinum translata ad Usum Seminarii Patavini. Une troisième édition posthume, revue, corrigée et augmentée d'un traité des logarithmes, avec l'introduction à l'application de l'algèbre à la géométrie, paraît en 1729.
Nicolas de Malézieu est aussi l'auteur d'une traduction d'Iphigénie en Tauride d'Euripide, ainsi que de poèmes, de chansons, de contes et de saynètes publiés en 1712 dans Les Divertissements de Sceaux et en 1725 dans la Suite des Divertissements, parmi lesquels Philémon et Baucis, Le Prince de Cathay, Les Importuns de Chatenay, La Grande Nuit de l'éclipse, L'Hôte de Lemnos, La Tarentole et L'Heautontimorumenos. Souvent composés en une seule journée, ces divertissements étaient mis en musique et représentés sur scène pour le plus grand plaisir de la duchesse, à qui il donnait aussi des cours d'astronomie, et qui, dit Voltaire, « fit sa fortune »[réf. nécessaire].
Rédigée au début du règne personnel de Louis XV, une Histoire des fermes du roi en quatre volumes demeure inédite.

## Famille
- Nicolas de Malézieu (1612-1652), marié avec Marie des Forges (morte en 1680),
  - Nicolas de Malézieu (1650-1727), seigneur de Chastenay[2], marié en 1672 avec Françoise Faudel de Fauveresse (1650-1741), chancelier de la souveraineté de Dombes,
    - Nicolas de Malézieu (1674-1748), évêque de Lavaur en 1713.
    - Pierre de Malézieu (1680-1756), marié le 14 avril 1717 à Louise Marthe Stoppa (née en 1700, morte en 1720)[3], secrétaire des commandements du duc de Maine, secrétaire général des Suisses et des Grisons en 1727, brigadier d'infanterie, maréchal de camp en 1734, lieutenant général de l'artillerie de France et des armées du roi, commandeur de l'ordre de Saint-Louis en 1756[4].
    - Charles-François de Malézieu (mort en 1763), lieutenant-colonel d'une brigade de carabiniers, brigadier de cavalerie en 1745, gouverneur des tours, ports, chaînes et havre de La Rochelle.
    - Élisabeth de Malézieu (née en 1676), mariée en 1699 avec Antoine des Rioux de Messimy, premier président du parlement et intendant de la souveraineté de Dombes,
    - Marie de Malézieu (née en 1682), mariée en 1705 avec Louis de Guiry, seigneur de Noncourt et de la Roncière, maître de camp de cavalerie, ancien exempt des Gardes du corps du roi, lieutenant général de la province d'Aunis, ville et gouvernement de La Rochelle,

  - Michel Louis de Malézieu, marié avec Marie Jérônime Mac Carthy (morte en 1714),
    - Augustin de Malézieu (mort en 1747).
    - Antoine de Malézieu (né en 1689).

## Publications
- Les Divertissements de Sceaux, Trévoux, Étienne Ganeau, 1712 (texte en ligne sur Gallica).

## Télévision
Dans la série télévisée Les Aventures du jeune Voltaire de 2021, il est joué par Olivier Massart.